# Musée de la Police de Hong Kong
 (octobre 2012).
Si vous disposez d'ouvrages ou d'articles de référence ou si vous connaissez des sites web de qualité traitant du thème abordé ici, merci de compléter l'article en donnant les références utiles à sa vérifiabilité et en les liant à la section « Notes et références ».
Le Musée de la Police de Hong Kong (chinois : 警隊博物館, anglais : Hong Kong Police Museum) est situé dans l'ancien poste de police de Wan Chai Gap, au 27 Coombe Road, sur l'île de Hong Kong. Plus de 600 objets retraçant l'histoire de la police du Territoire y sont exposés dans une surface de 570 m².